# لیام دولمن

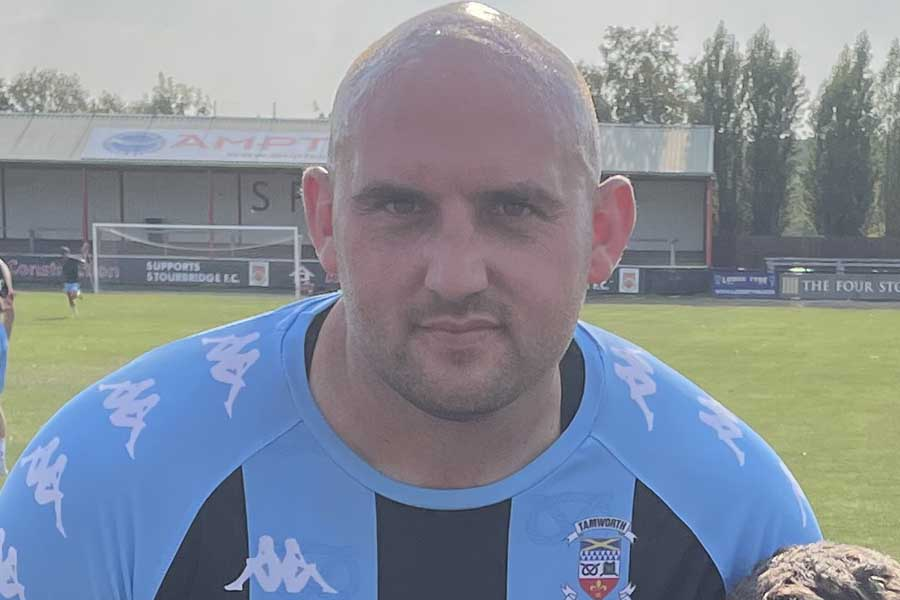
لیام دولمن در سال ۲۰۲۲

لیام دولمن (انگلیسی: Liam Dolman؛ زادهٔ ۲۶ سپتامبر ۱۹۸۷) بازیکن فوتبال اهل بریتانیا است.
از باشگاه‌هایی که در آن بازی کرده‌است می‌توان به باشگاه فوتبال بنبری یونایتد، باشگاه فوتبال کوربی تاون، باشگاه فوتبال کیدرمینستر هاریرس، باشگاه فوتبال کترینگ تاون، باشگاه فوتبال آیلزبری یونایتد، و باشگاه فوتبال نورث‌همپتون تاون اشاره کرد.